# 天津市发展和改革委员会
天津市发展和改革委员会是中华人民共和国天津市人民政府管理天津市国民经济和社会发展的综合职能部門。

## 机构设置

### 内设机构
- 办公室
- 市委财经委员会办公室秘书处
- 政策研究室
- 法规处（执法监督处）
- 发展规划处
- 国民经济综合处
- 经济体制改革处（市推进城镇化工作办公室）
- 固定资产投资处
- 利用外资和境外投资处
- 区域经济处
- 农村经济处
- 民营经济处（中小企业处）
- 网络安全和信息化办公室
- 城市发展处（交通处）
- 工业经济和国防协调发展处（市石油化工化纤规划办公室、市国民经济动员办公室、市装备动员办公室）
- 服务业发展处
- 高技术产业处
- 资源节约和环境气候处
- 社会发展和就业收入分配处
- 经济贸易处
- 财政金融处
- 能源处
- 政务服务处
- 价格综合管理处
- 收费管理处
- 人事处
- 财务处（审计处）
- 党建工作处（机关党委办公室）
- 石油天然气管道保护处
- 信用管理处
- 离退休干部处
- 市京津冀协同发展领导小组办公室协调推进综合处
- 市京津冀协同发展领导小组办公室协调推进一处
- 市京津冀协同发展领导小组办公室协调推进二处

### 直属单位
- 天津市世界银行贷款事务中心（天津市亚行贷款事务中心）
- 天津市经济发展研究院
- 天津市公共信用中心
- 天津市节能环保中心
- 天津市价格事务中心（天津市价格认证中心）[2]